# Argulus dactylopteri
Argulus dactylopteri is een visluizensoort uit de familie van de Argulidae. De wetenschappelijke naam van de soort is voor het eerst geldig gepubliceerd in 1865 door Thorell.